# Lista de seleções nacionais de futebol da Oceania por apelido
Esta é uma lista de seleções nacionais de futebol da Oceania por apelido (português brasileiro) ou alcunha (português europeu).
| Seleção                   | Apelido                       | Tradução                     | Notas | Ref.        |
| ------------------------- | ----------------------------- | ---------------------------- | --- | ----------- |
| Fiji                      | Bula Boys                     | Bula Boys                    | "Bula" é uma saudação utilizada em Fiji. | [ 1 ]       |
| Ilhas Cook                | Soka Kuki Airani              | O Time Nacional              | Entre 1973 e 1979, a bandeira das Ilhas Cook era predominantemente verde, representando o crescimento contínuo e a vida nas ilhas.           | [ 2 ]       |
| Ilhas Cook                | Os Verdes e Brancos           | Os Verdes e Brancos          | Entre 1973 e 1979, a bandeira das Ilhas Cook era predominantemente verde, representando o crescimento contínuo e a vida nas ilhas.           | [ 2 ]       |
| Ilhas Salomão             | Os Bonitos                    | Os Bonitos                   | Referência a um tipo de sardinha. | [ 3 ]       |
| Kiribati                  | Kiribati                      | Kiribis                      | A seleção representa os 34 atóis, recifes e ilhas que compõem o arquipélago de Kiribati.                                                     | [ 4 ] [ 5 ] |
| Nova Caledônia            | Les Cagous                    | Os cagus                     | Ave nativa do território ultramarino. | [ 6 ]       |
| Nova Caledônia            | Les Rouges et Gris            | Os Vermelhos e Cinzas        | Ave nativa do território ultramarino. | [ 6 ]       |
| Nova Zelândia (masculino) | All Whites                    | All Whites                   | O uniforme todo branco foi adotado pela seleção durante as eliminatórias para a eliminatórias para a Copa de 1982.                           | [ 7 ]       |
| Nova Zelândia (feminino)  | Football Ferns                | Football Ferns               | A samambaia-de-prata é considerada um dos símbolos do país.                                                                                  | [ nota 1 ]  |
| Niue                      |                               |                              | |             |
| Papua Nova Guiné          | Kapuls                        | Cuscus                       | Espécie de gambá. | [ 8 ]       |
| Samoa                     | Manumea (Pombo-dentado)       | Manumea (Pombo-dentado)      | Ave nativa de Samoa. | [ 9 ]       |
| Samoa Americana           | Au Fili                       | O Time Nacional              | | [ 2 ]       |
| Taiti                     | Toa Aito Les guerriers de fer | Guerreiros de Ferro          | O ferro é ligado à cultura do Taiti desde o descobrimento do arquipélago, em 1767.                                                           | [ 9 ]       |
| Tonga                     | Timi Fakafomua                | O Time Nacional              | | [ 9 ]       |
| Vanuatu                   | Os Homens de Preto e Dourado  | Os Homens de Preto e Dourado | A bandeira de Vanuatu é dividida horizontalmente por uma faixa dourada dentro de uma borda preta, que separa as metades em vermelho e verde. | [ 10 ]      |
| Vanuatu                   | Os Dragões Amarelos           | Os Dragões Amarelos          | | [ 10 ]      |